# الناعسية
الناعسية قرية في منطقة القصير في محافظة حمص في سورية.